# 計算機科學的哲學
計算机科學哲學涉及計算机科學研究中出现的哲學问题。尽管有人尝试发展計算机科學哲學，如物理學哲學或数學哲學，但对計算机科學哲學的内容、目标、焦点或主题仍然没有达成共识 。由于計算机程序的抽象性和計算机科學的技术野心，計算机科學哲學的许多概念问题也可以与科學哲學、数學哲學和技术哲學相媲美。 

## 概述
計算机科學的许多核心哲學问题都集中在与其相关的逻辑、本体論和认识論问题上。 其中一些问题可能包括：
- 什么是計算？
- 丘奇-图灵論文是否抓住了逻辑和数學中有效方法的数學概念？ [4] [5]
- P 与 NP 问题的哲學后果是什么？
- 什么是信息？

## 丘奇-图灵論文
丘奇-图灵論题及其变体是計算理論的核心。由于作为一个非正式的概念，有效可計算性的概念没有正式的定义，因此该論文虽然几乎得到普遍接受，但无法得到正式证明。这篇論文的含义也具有哲學意义。哲學家们将丘奇-图灵論点解释为对心灵哲學有影响。  

## P 与 NP 问题
P 与 NP 问题是計算机科學和数學中尚未解决的问题。它询问是否可以在多项式时间内验证其解决方案（因此定义为属于类NP ）的每个问题也可以在多项式时间内解决（因此定义为属于类P ）。大多数計算机科學家认为P ≠ NP 。  经过几十年的研究这些问题，没有人能够为 3000 多个重要的已知NP完全问题中的任何一个找到多项式时间算法，除了这个原因之外，与其含义有关的哲學原因可能激发了这种信念。

例如，根据时任麻省理工學院的美国計算机科學家Scott Aaronson的说法：
如果P = NP ，那么世界将与我们通常想象的截然不同。 “创造性的飞跃”不会有什么特别的价值，解决问题和发现解决方案后认识到解决方案之间不存在根本性的差距。每个能够欣赏交响乐的人都是莫扎特；每个能够遵循逐步論证的人都是高斯。 

## 另見
- 計算机辅助证明：哲學异议
- 人工智能哲學
- 信息哲學
- 数學哲學
- 科學哲學
- 技术哲學

## 延伸閱讀
- 马蒂·泰德雷(2014)。计算科学：塑造一门学科。查普曼大厅。
- 斯科特·阿伦森。 “为什么哲学家应该关心计算复杂性 （页面存档备份，存于）”。可计算性：哥德尔、图灵、丘奇等。
- 蒂莫西·科尔伯恩。哲学和计算机科学。哲学探索。我夏普，1999。ISBN 1-56324-991-X国际标准书号 1-56324-991-X 。
- AK杜德尼。新图灵综合：计算机科学中的 66 个游览
- 卢西亚诺·弗洛里迪（编辑）。布莱克韦尔计算与信息哲学指南，2004 年。
- 卢西亚诺·弗洛里迪（编辑）。计算与信息哲学：5 个问题。自动出版社，2008。
- 卢西亚诺·弗洛里迪。哲学与计算：简介，Routledge，1999。
- 克里斯蒂安·琼格内尔.信息世界观，对计算机科学方法论的探究。
- 扬·范·列文。 “迈向信息和计算科学的哲学” ， NIAS Newsletter 42，2009 。
- 莫斯霍瓦基斯，Y.（2001）。什么是算法？ Enquist, B. 和 Schmid, W.，编辑，《数学无限》 —年及以后，第 919-936 页。施普林格。
- 亚历山大·奥隆格伦，雅普·范登赫里克。信息文件。伦敦和纽约：劳特利奇，1999 年。ISBN 0-415-19749-X国际标准书号 0-415-19749-X
- 泰勒和弗朗西斯。
- 雷·特纳和尼古拉·安吉斯。 《计算机科学哲学 （页面存档备份，存于）》。斯坦福哲学百科全书。
- 马蒂·泰德雷(2011)。计算作为一门科学：竞争观点的调查。思想与机器21, 3, 361–387。
- 雷·特纳.计算人工制品——迈向计算机科学哲学。施普林格。  （页面存档备份，存于）